# Линдсей, Джиллиан
Джиллиан Энн Линдсей (англ. Gillian Anne Lindsay; род. 24 сентября 1973, Пейсли, Ренфрушир) — британская гребчиха, выступавшая за сборную Великобритании по академической гребле на всём протяжении 1990-х годов. Серебряная призёрка летних Олимпийских игр в Сиднее, чемпионка мира, победительница и призёрка многих регат национального значения.

## Биография
Джиллиан Линдсей родилась 24 сентября 1973 года в городе Пейсли, Шотландия.
Дебютировала в гребле на международной арене в сезоне 1990 года, когда вошла в состав британской национальной сборной и выступила на чемпионате мира среди юниоров во Франции, где в зачёте парных четвёрок сумела квалифицироваться лишь в утешительный финал B и расположилась в итоговом протоколе соревнований на восьмой строке. Год спустя на аналогичных соревнованиях в Испании заняла пятое место в распашных безрульных четвёрках.
Благодаря череде удачных выступлений удостоилась права защищать честь страны на летних Олимпийских играх 1992 года в Барселоне, где в программе распашных безрульных четвёрок финишировала восьмой.
После барселонской Олимпиады Линдсей осталась в составе гребной команды Великобритании и продолжила принимать участие в крупнейших международных регатах. Так, в 1995 году в безрульных четвёрках она была пятой на чемпионате мира в Тампере.
На чемпионате мира 1997 года в Эгбелете выиграла серебряную медаль в парных двойках, уступив в финале только экипажу из Германии. Кроме того, в этом сезоне добавила в послужной список серебряную медаль, выигранную на этапе Кубка мира в Париже.
В 1998 году в парных двойках получила серебро на этапе Кубка мира в Хазевинкеле, тогда как на мировом первенстве в Кёльне обошла всех своих соперниц и одержала победу.
В 1999 году на чемпионате мира в Сент-Катаринсе в той же дисциплине заняла итоговое седьмое место.
Находясь в числе лидеров британской национальной сборной, благополучно прошла отбор на Олимпийские игры 2000 года в Сиднее — в составе четырёхместного парного экипажа, куда также вошли гребчихи Кэтрин Грейнджер, Мириам Баттен и Гуин Баттен, в финальном решающем заезде пришла к финишу второй, уступив чуть более двух секунд команде из Германии, и тем самым завоевала серебряную олимпийскую медаль. Вскоре по окончании этого сезона приняла решение завершить спортивную карьеру.
Впоследствии занималась тренерской деятельностью, возглавляла секцию академической гребли в старшей школе Wimbledon High School.